# Фрикенхаузен на Мајни
Фрикенхаузен на Мајни (њем. Frickenhausen am Main) град је у њемачкој савезној држави Баварска. Једно је од 52 општинска средишта округа Вирцбург. Према процјени из 2010. у граду је живјело 1.261 становника. Посједује регионалну шифру (AGS) 9679131.

## Географски и демографски подаци
Фрикенхаузен на Мајни се налази у савезној држави Баварска у округу Вирцбург. Град се налази на надморској висини од 180 метара. Површина општине износи 10,6 km². У самом граду је, према процјени из 2010. године, живјело 1.261 становника. Просјечна густина становништва износи 120 становника/km².